# QxOrm
QxOrm est un ORM pour le framework C++ Qt. 